# Plegadis chihi
L'ibis facciabianca (Plegadis chihi (Vieillot, 1817)) è un uccello della famiglia Threskiornithidae.

## Distribuzione e habitat
La specie ha un areale molto ampio che si estende dal Canada all'Argentina.